# Loups et Brebis
Loups et Brebis («Во́лки и о́вцы») est une comédie en cinq actes d'Alexandre Ostrovski écrite en 1875 et publiées dans les Annales de la Patrie (n° 11, 1875). La première a eu lieu au Théâtre Alexandra de Saint-Pétersbourg, le 8 décembre 1875. Elle a été jouée ensuite à Moscou pour la première fois au Théâtre Maly, le 26 décembre suivant.

## Argument
L'action se déroule dans une petite ville de province russe dans les années 1870.
La jeune et belle veuve Koupavina rêve de bonheur et d'amour. Elle ne se doute même pas des passions qui bouillonnent autour d'elle. Beaucoup sont hantés par sa richesse, ses immenses terres forestières, son magnifique domaine.
La propriétaire terrienne Mourzavetskaïa, impérieuse et ambitieuse, tente de prendre possession de la propriété de Koupavina. Par tromperie, fausses déclarations et intimidation, Mourzavetskaïa s'efforce de subjuguer la jeune veuve. Elle fomente un plan en caressant le projet de la marier avec son propre neveu au caractère dissolu. L'affaire est presque conclue. Mais une personne plus rusée, plus calculatrice et plus intelligente encore apparaît, qui a longtemps aimé à la fois la jolie veuve et ses capitaux. Il s'agit de Berkoutov, le voisin de la jeune veuve. Il s'engage dans un combat décisif contre les ruses et les escroqueries de Mourzavetskaïa et de son entourage servile, l'engageant dans la direction qui lui est profitable. Résultat: il gagne.

## Personnages

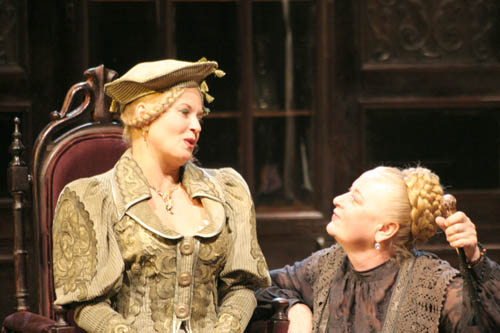
Scène d'une représentation au Théâtre dramatique de Saratov
Koupalina: Elvira Danilina; Mourzavetskaïa: Valentina Fedotova (2006).

- Méropia Davydovna Mourzavetskaïa, vieille demoiselle de 65 ans environ, propriétaire d'un domaine vaste, mais désorganisé ; personne ayant un grand pouvoir dans la province
- Apollon Viktorovitch Mourzavetski, jeune homme d'environ 24 ans, lieutenant ayant démissionné de l'armée, neveu de Mourzavetskaïa
- Glafira Alexeïevna, vieille fille pauvre, parente de Mourzavetskaïa
- Evlampia Nikolaïevna Koupavina, jeune veuve très riche
- Anfoussa Tikhonovna, sa tante âgée
- Voukol Naoumytch Tchougounov, ancien membre du tribunal d'arrondissement, dans la soixantaine
- Mikhaïl Borissovitch Lyniaïev, riche aristocrate plutôt gras dans la cinquantaine, juge de paix honoraire
- Vassili Ivanovitch Berkoutov, propriétaire terrien voisin de Koupavina; homme sympathique, d'âge moyen, avec une tête chauve, mais très vif et adroit
- Klavdi Goretski, neveu de Tchougounov, beau jeune homme bouclé au visage bronzé et aux joues vermeil; vêtu d'une redingote d'été légère entièrement boutonnée; chemise à la Russe de couleur vive et sans cravate, les jambes de son pantalon rentrées dans ses bottes.
- Pavline Savélitch, majordome de Mourzavetskaïa
- Vlas, serviteur de bouche de Mourzavetskaïa
- Kornili, laquais de Mourzavetskaïa
- Pique-assiettes de Mourzavetskaïa
- Stropiline, intendant
- Laquais de Mourzavetskaïa, laquais de Koupavina, charpentier, peintre

## Représentations notables

### Avant la Révolution

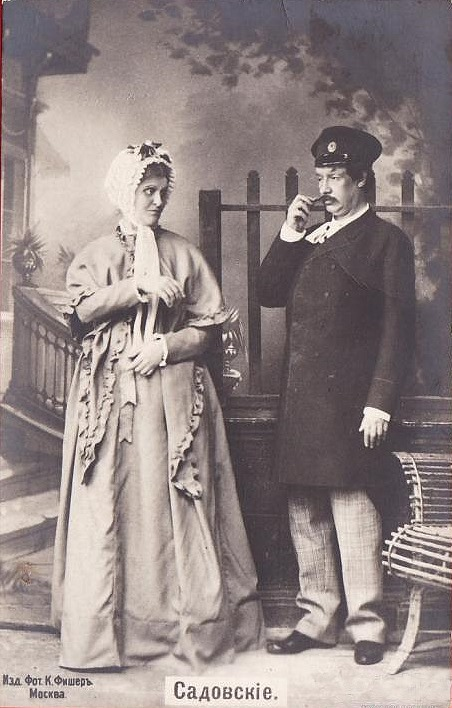
Mikhaïl Sadovski (Mourzavetski) et Olga Sadovskaïa (Anfoussa) dans Loups et Brebis, pièce représentée à Moscou en 1894.

- 8 décembre 1875 — Théâtre Alexandra (au bénéfice de Fiodor Bourdine, dans le rôle de Lyniaïev; Mourzavetskaïa: Alexandra Tchitaou, Tchougounov: Constantin Varlamov, Berkoutov: Alexandre Nilski, Mourzavetski: Nikolaï Sazonov, Koupavina: V.K. Liadova-Cariotti, Anfoussa: M.M. Alexandrova).
- 26 décembre 1875 — Théâtre Maly (au bénéfice de Nadejda Nikoulina dans le rôle de Glafira; Mourzavetskaïa: Ekaterina Vassilieva, Tchougounov: Sergueï Choumski, Berkoutov: Nikolaï Wilde, Mourzavetski: Mikhaïl Sadovski, Lyniaïev: Ivan Samarine, Goretski: Nikolaï Mouzil, Koupavina: Glikeria Fedotova, Anfoussa: Sophia Akimova, Pavline: Dmitri Jivokine).
- 1892 — Théâtre de Solovtsov, aujourd'hui Théâtre Lessia Oukraïnka de Kiev (Mourzavetskaïa: Glafira Charovieva, Koupavina: Samoïlova, Tchougounov: Timofeï Tchoujbinov, Lyniaïev: Evgueni Nedeline, Berkoutov: Nikolaï Pessotski).
- 1894 — Théâtre Maly (au bénéfice de Mikhaïl Sadovski dans le rôle de Mourzavetski; Mourzavetskaïa: Glikeria Fedotova, Glafira: Elena Lechkovskaïa, Koupavina: Maria Ermolova, Anfoussa: Olga Sadovskaïa, Tchougounov: Nikolaï Mouzil, Lyniaïev: Alexandre Lenski, Berkoutov: Alexandre Ioujine-Soumbatov, Pavline: Vladimir Makcheïev, Goretski: Nikolaï Vassiliev).
- 1916 — Théâtre de Kharkov (mise en scène de Nikolaï Sinelnikov; Mourzavetskaïa: Tatiana Stroukova, Glafira: Leontovitch, Tchougounov: Andreï Petrovski, Mourzavetski: Poutiata, Koupavina: Maria Neblotskaïa, Anfoussa: Doubrovskaïa).

La pièce a été représentée aussi aux théâtres de Nijni Novgorod, Iaroslavl, Samara, Kazan, etc.

### En URSS

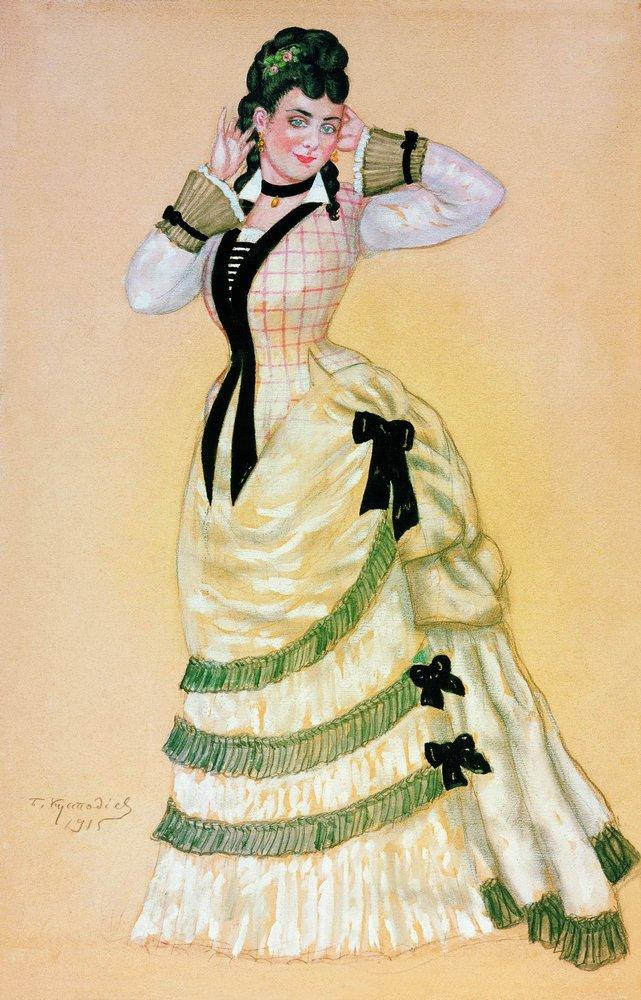
Boris Koustodiev: esquisse du costume de Koupavina dans Loups et Brebis.

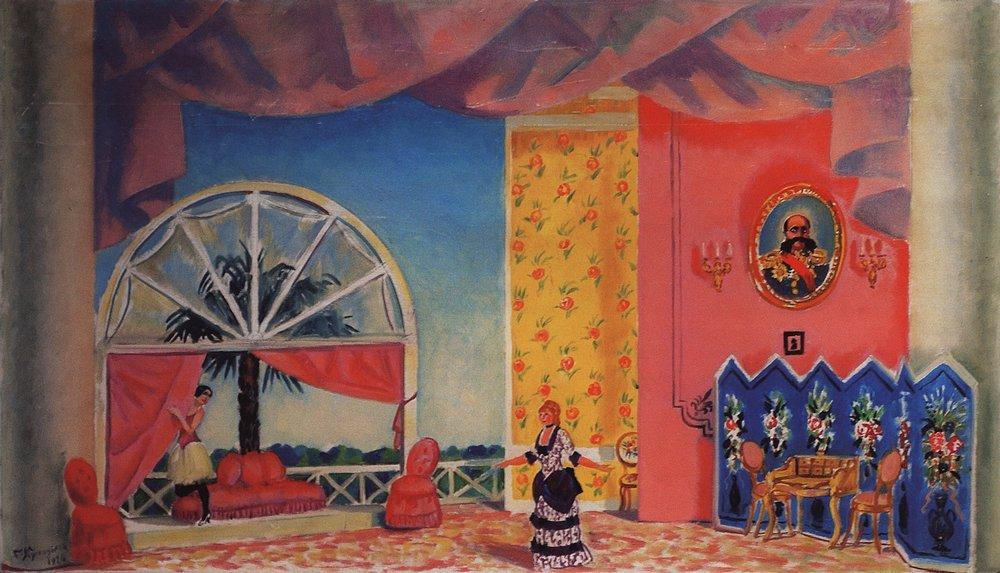
Décor de Boris Koustodiev, chez Koupavina.

- 1917 — Théâtre Maly (joué en 1935, 1941, 1944; mise en scène de 1944 — Prov Sadovski et Boris Nikolski, dir. art. Constantin Iouon; Mourzavetskaïa: Alexandra Yablotchkina, Evdokia Tourtchaninova, Vera Pachennaïa; Mourzavetski: Igor Ilinski, Mikhaïl Jarov, Nikolaï Svetlovidov; Glafira: Daria Zerkalova, Tatiana Eremeïeva; Koupavina: Elena Chatrova; Anfoussa: Varvara Ryjova, Vera Orlova; Lyniaïev: Nikolaï Svetlovidov, Ivan Ryjov; Berkoutov: Mikhaïl Lenine; Tchougounov: Vladimir Vladislavski; Pavline: Gremine).
- 1927 — Тhéâtre dramatique de Moscou, mise en scène de Vassili Sakhnovski et Léonid Volkov (Koupavina: Olga Jiznieva, Anfoussa: Maria Blumenthal-Tamarina).
- 1927 — Théâtre dramatique de Léningrad (pour les trente-cinq ans de carrière d'Alexandra Gribounina dans le rôle de Mourzavetskaïa; mise en scène de Léonide Vivien, dir. art. de Constantin Koustodiev d'après les dessins de Boris Koustodiev; Glafira: Evguenia Wolf-Israël, Koupavina: Glebova, Mourzvetski: Boris Gorine-Goriaïnov, Berkoutov: Iouri Iouriev, Lyniaïev: Ivan Lerski et Alexandre Zrajevski, Tchougounov: Illarion Pevtsov, Anfoussa: Ekaterina Kortchaguina-Aexandrovskaïa, Pavline: Joukovski).
- 1934 — Théâtre-studio de Zavadski.
- 1936 — Théâtre Lessia Oukraïnka de Kiev.
- 1936 — Théâtre dramatique russe Griboïedov de Tbilissi.
- 1937 — Théâtre central de l'Armée rouge (Moscou)
- 1940 — Théâtre dramatique de Sverdlovsk
- 1941 — Théâtre dramatique Bolchoï de Léningrad
- 1942 — Théâtre dramatique de Saratov
- 1945 — Théâtre Ianka Koupala de Minsk
- 1948 — Théâtre russe d'Estonie (Tallinn) (traduction en estonien).
- 1949 — Théâtre dramatique de Kazan (mise en scène de Medvedev).
- 1950 — Théâtre d'Irkoutsk; Théâtre de Kostroma; Théâtre de Tambov; Théâtre de Tomsk.
- 1951 — Théâtre russe de Tachkent.
- 1952 — Théâtre russe des Carpathes (Moukatchevo).
- 1984 — Théâtre dramatique Bolchoï (Léningrad) (mise en scène de Gueorgui Tovstogonov; Glafira: Alissa Freundlich, Koupavina: Svetlana Krioutchkova, Berkoutov: Strjeltchik, Lyniaïev: Bassilachvili).

En 1949, cette pièce a été jouée à Londres dans une traduction de D. Magarchak.

### Représentations contemporaines
- 1992 — Théâtre-atelier de Piotr Fomenko (Moscou), production de Piotr Fomenko. (grand prix au festival international «Contact-93» en Pologne; meilleur rôle masculin pour Iouri Stepanov (Lyniaiev); prix Stanislavski pour Andreï Kazakov dans le rôle de Pavline; ce spectacle a été présenté au festival d'Avignon (France) en juillet 1997.
- 1994 — Théâtre Maly. Mise en scène et production de V.N. Ivanov
- 1997 — Théâtre académique d'Omsk, production d'Arkadi Katz
- 1998 — Théâtre Gorki de Minsk (Biélorussie)
- 2005 — Théâtre dramatique de chambre d'État de Tcheliabinsk. Mise en scène de Rouslan Igraguimov[1]
- 2006 — Théâtre dramatique de Saratov
- 2008 — Théâtre académique central de l'Armée russe. Mise en scène et production de Boris Morozov, compositeur: Rouben Zatikian
- 2008 — Théâtre «Comedianti» (Saint-Pétersbourg). Mise en scène et production de Mikhaïl Levchine[2]
- 2009 — Théâtre de drame et de comédie de Mytichtchi. Mise en scène et production d'Izolda Khvatskaïa
- 2010 — Théâtre dramatique de Lipetsk. Mise en scène et production de Iouri Gorine
- 2011 — Théâtre dramatique russe d'État d'Azerbaïdjan. Mise en scène: Timour Nassirov[3]
- 2011 — Théâtre académique d'État de Tcheliabinsk. Mise en scène et production d'Arkadi Katz[4]
- 2012 — Institut d'art dramatique Boris Chtchoukine. Mise en scène: Leonid Heifets, scénographie: Yana Kandela
- 2013 — Théâtre dramatique d'Irkoutsk.
- 2015 — Théâtre dramatique de Tambov. Mise en scène d'Arkadi Katz
- 2018 — Théâtre dramatique académique d'État Chtchepkine de Belgorod. Production et mise en scène d'Alexandre Kouzine.

## Adaptations à l'écran
- 1952 — Loups et Brebis (URSS, mise en scène Vladimir Soukhobokov; transmission télévisée au Théâtre Maly).
- 1971 — Loups et Brebis / Wölfe und Schafe (RDA, mise en scène Wilm ten Haaf)
- 1973 — Loups et Brebis (URSS, mise en scène Beniamine Tsygankov et Felix Gliamchine; transmission télévisée au Théâtre Maly).
- 2006 — L'Argent russe (Russie, mise en scène Igor Maslennikov)